# Parafia św. Urszuli Ledóchowskiej w Ropczycach
Parafia św. Urszuli Ledóchowskiej w Ropczycach – parafia znajdująca się w diecezji rzeszowskiej w dekanacie ropczyckim. Erygowana w 1999. Mieści się przy ulicy Leśnej. Kościół parafialny murowany, zbudowany w latach 1983–1992.

## Proboszczowie
- ks. Czesław Kubrak (1999–2005; zmarł 30 kwietnia 2005 roku)
- ks. Ryszard Lis (2005–2010)
- ks. Marek Kędzior (2010–2020)
- ks. Ryszard Miśniak (od 2020)